# Batalha do Rio Langat
A Batalha do Rio Langat foi um encontro armado entre uma frota portuguesa e outra achém, no rio Langat, na península Malaia, em 1628. Os portugueses saíram vitoriosos.

## A Batalha
Em data incerta, talvez finais de Maio ou inícios de Junho, as autoridades portuguesas em Malaca receberam notícias de que uma armada achém havia sido avistada dentro do Rio Langat. Prevendo um ataque à cidade, o capitão de Malaca Gaspar de Melo de Sampaio mandou equipar 15 galeotas e entregou-as a D. Francisco Coutinho com ordens para sair ao encontro dos achéns e destruí-los.
A armada achém foi encontrava bem fortificada nas margens do rio Langat. Não obstante, D. Francisco Coutinho mandou os seus navios de remo entrar e, disparada uma salva de artilharia e mosquetaria, aferrou e abordou os navios achéns mais próximos da foz. Os achéns acabaram por perder ou abandonar todos os seus navios e 3000 homens, mortos ou perdidos em combate, mais 800 armas de fogo capturadas pelos portugueses ao fim de uma porfiada batalha.